# Suši Ramen Riku
Suši Ramen Riku (すしらーめん《りく》, * 30. května 1999, Tokyo) je japonský youtuber, který momentálně[kdy?] pracuje pro společnost Uuum Co. Jeho YouTube kanál má přes 3 milióny odběratelů a byl oceněn stříbrným a zlatým YouTube Play Button. Kanál se jmenuje podle jeho oblíbených jídel, suši a ramen.
Začal nahrávat videa na YouTube, když byl na střední škole. Zde byl členem skupiny „Sushi Ramen“ společně s některými svými spolužáky. Po ukončení studia začal chodit na jinou střední školu než jeho bývalí spolužáci a zde začal pracovat sám. I po ukončení studia měli Riku a jeho spolužáci zakázáno natáčet jejich školu, kvůli čemuž musel někdy ve svých videích některé záběry cenzurovat. Svůj hlavní YouTube kanál Sushi Ramen Riku založil 23. října 2013. Na tomto kanále obvykle provádí různé experimenty. 21. května 2015 založil druhý kanál – Sushi Ramen 2nd.